# Pyrazinamide

La pyrazinamide est un médicament utilisé uniquement dans le traitement de la tuberculose. Son action est essentiellement bactériostatique, mais peut également être bactéricide sur les Mycobacterium tuberculosis qui se répliquent le plus rapidement.
La pyrazinamide fait partie de la liste des médicaments essentiels de l'Organisation mondiale de la santé (liste mise à jour en avril 2015)

## Usage médical
La pyrazinamide n'a qu'un seul usage thérapeutique : son action contre Mycobacterium tuberculosis. Elle est toujours utilisée en association avec d'autres antibiotiques l'isoniazide, la rifampicine et l'éthambutol contre le bacille de Koch pendant les deux premiers mois du traitement afin d'en réduire la durée globale, en absence de cet antibiotique la durée du traitement est de 9 mois. La pyrazinamide associée à la rifampicine constitue le traitement privilégié contre l'infection tuberculeuse latente (ITL).
La pyrazinamide n'est pas utilisée contre d'autres mycobactéries : Mycobacterium bovis et Mycobacterium leprae présentent des résistances à la pyrazinamide.

## Effets secondaires
L'effet secondaire le plus fréquent (environ 1 % des cas) à la prise de pyrazinamide est l'arthralgie, sans être toutefois assez douloureuse pour imposer l'arrêt de la prise du médicament,. La pyrazinamide peut également provoquer des crises de goutte en réduisant l'élimination urinaire de l'acide urique.
L'effet indésirable le plus dangereux est l'hépatotoxicité de la pyrazinamide, qui dépend de la dose administrée. Dans la tétrathérapie standard (éthambutol + isoniazide + pyrazinamide + rifampicine), c'est la pyrazinamide qui est généralement à l'origine des hépatites induites.
Parmi les autres effets secondaires, on compte la nausée, les vomissements, l'anorexie, l'anémie sidéroblastique, l'exanthème, l'urticaire, le prurit, la dysurie, la néphrite interstitielle, le malaise, et plus rarement la porphyrie et la fièvre.

## Mode d'action
La pyrazinamide est un promédicament qui bloque la croissance de Mycobacterium tuberculosis. Il diffuse dans le granulome de M. tuberculosis où la pyrazinamidase (en) convertit la pyrazinamide en molécule active : l'acide pyrazinoïque (en). L'acide pyrazinoïque diffuse lentement hors de la bactérie, cependant en condition acide, l'acide pyrazinoïque forme l'acide conjugué protoné qui est alors accumulé dans les bacilles.
L'acide pyrazinoïque, une fois à l'intérieur du bacille de Koch, a plusieurs effets. D'une part il inhibe l'Acide gras synthase (FAS I) nécessaire à la bactérie pour synthétiser des acides gras. Des essais sur des cellules bactériennes de M. tuberculosis en présence d'acide pyrazinoïque et d'ester de cet acide montrent un arrêt de la multiplication cellulaire par l'inhibition de la synthèse des acides gras. Des études in-vitro sur l'activité de l'enzyme FAS I en présence de pyrazinamide, d'acide pyrazinoïque et de plusieurs classes d'analogues à la pyrazinamide ont montré une inhibition de l'activité de l'enzyme.
L'acide pyrazinoïque peut également se lier à la protéine ribosomique SI (RpsA) et inhiber la trans-traduction. Cet effet pourrait être à l'origine de la capacité de cette molécule à interagir et détruire les mycobactéries en dormance. L'augmentation de la concentration d'acide pyrazinoïque pourrait perturber le potentiel de membrane de la mycobactérie et limiter la production d'énergie nécessaire à la survie de la cellule dans l'environnement acide de l'infection.
La plupart des résistances à la pyrazinamide ont pour origine des mutations sur le gène pncA codant la pyrazinamidase, il a été également observé des résistances à cet antibiotique sur des souches présentant des mutations sur le gène RpsA.

## Pharmacocinétique
La pyrazinamide est bien absorbée par voie orale. Elle traverse les méninges enflammées, c'est ainsi un antibiotique essentiel dans le traitement de la méningite tuberculeuse. La pyrazinamide est métabolisée par le foie, les produits du métabolisme sont excrétés par les reins.
La pyrazinamide est couramment utilisée pendant la grossesse au Royaume-Uni et dans le reste du monde. L'Organisation mondiale de la santé recommande son utilisation pendant la grossesse, une étude clinique est en cours pour montrer que l'antibiotique est sûr. Aux États-Unis, considérant que la démonstration de l'innocuité de la pyrazinamide pour la femme enceinte n'est pas suffisante, l'antibiotique n'est pas utilisé durant la grossesse. La pyrazinamide est éliminée par hémodialyse, de nouvelles doses doivent être données à la fin d'une séance de dialyse.
Elle fait partie de la liste des médicaments essentiels de l'Organisation mondiale de la santé (liste mise à jour en avril 2015).